# جيمس إيستون
جيمس إيستون هو لاعب كرة قدم كندي، ولد في 3 يونيو 1965 في دمبارتون في المملكة المتحدة. شارك مع منتخب كندا تحت 20 سنة لكرة القدم ومنتخب كندا لكرة القدم. أما مع النوادي، فقد لعب مع فانكوفر وايتكابس.

## وصلات خارجية
- جيمس إيستون على موقع قاعدة بيانات كرة القدم.إي يو (الإنجليزية)
- جيمس إيستون على موقع عالم كرة القدم.نت (الإنجليزية)